# 王家范
王家范（1938年9月22日—2020年7月7日），江苏昆山人，中国历史学家，华东师范大学终身教授、博士生导师，学术专攻中国社会经济史和江南区域史。

## 生平
1938年9月22日生于江蘇省昆山县陈墓镇。先后就读于陈墓镇中心小学校、陈墓镇初级中学。1951年小学毕业后考上江苏省立昆山中学，但由于家境窘迫，只好回到小镇上的槃亭中学读书。1954年初中毕业后考取江苏省立昆山中学。1957年参加高考，被华东师范大学历史系录取。1961年本科毕业之后留校古代史教研室任助教。1978年晋升讲师，1986年晋升副教授，1992年获评教授。早期从事中国农民战争史研究，1980年代起转向以明清江南为中心的社会经济史研究。同时长期从事中国通史的教学与研究。2012年获聘上海市文史研究馆馆员。
2020年7月7日5时在上海华山医院逝世。他的遗愿是针对中国的某一个县做整体研究，具体涵盖土地、行政区划到社会流动、民间信仰等各方面。

## 著作

### 专著
- . 北京市: 生活·读书·新知三联书店. 2019. ISBN 9787108064776.

- . 北京市: 北京师范大学出版社. 2019. ISBN 9787303244768.

- . 北京市: 生活·读书·新知三联书店. 2018. ISBN 9787108060709.

- . 上海市: 上海人民出版社. 2018. ISBN 9787208137516.

- . 北京市: 北京师范大学出版社. 2013. ISBN 9787303157938.

- . 上海市: 上海人民出版社. 2019. ISBN 9787208156067.

- . 上海市: 上海古籍出版社. 2010. ISBN 9787532555604.

### 合著
- 樊锦诗; 张立文; 邓伟志; 王家范. . 北京市: 生活·读书·新知三联书店. 2019. ISBN 9787108065735.

- 王家范; 张耕华; 陈江. . 北京市: 高等教育出版社. 2000. ISBN 9787040233247.

## 奖项
1992年，获全国高等师范院校曾宪梓教学优秀奖。1993年，获全国优秀教师荣誉称号。2000年，《中国史通论》获得上海哲学社会科学优秀学术成果奖著作类一等奖。2018年11月，获上海市第十四届哲学社会科学优秀成果奖学术贡献奖。